# Sphoeroides
Sphoeroides – rodzaj ryb rozdymkokształtnych z rodziny rozdymkowatych.

## Klasyfikacja
Gatunki zaliczane do tego rodzaju:
| - Sphoeroides andersonianus - Sphoeroides angusticeps - Sphoeroides annulatus - Sphoeroides cheesemanii - Sphoeroides dorsalis - Sphoeroides georgemilleri - Sphoeroides greeleyi - Sphoeroides kendalli - Sphoeroides lispus - Sphoeroides lobatus - Sphoeroides maculatus – rozdymka północna - Sphoeroides marmoratus | - Sphoeroides nephelus - Sphoeroides nitidus - Sphoeroides pachygaster - Sphoeroides parvus - Sphoeroides rosenblatti - Sphoeroides sechurae - Sphoeroides spengleri – sferynka trująca, sferynka truciel - Sphoeroides testudineus - Sphoeroides trichocephalus - Sphoeroides tyleri - Sphoeroides yergeri |

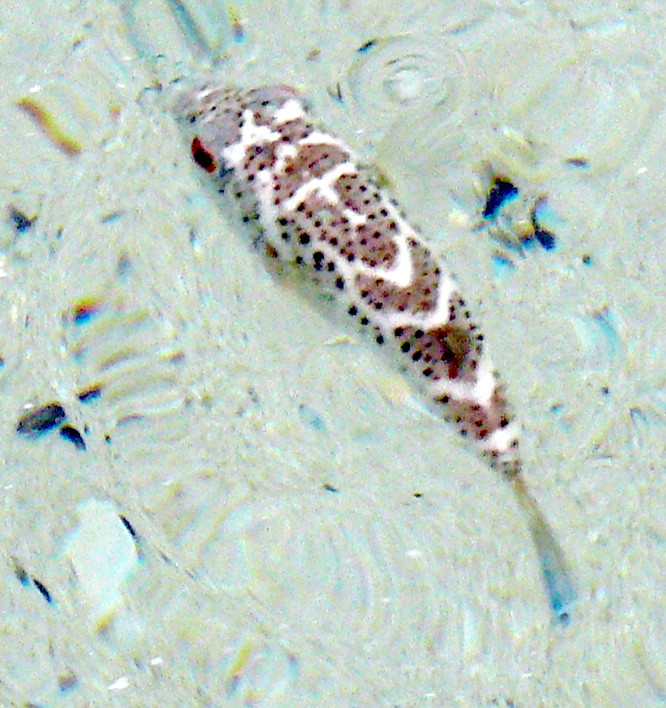
Sphoeroides annulatus
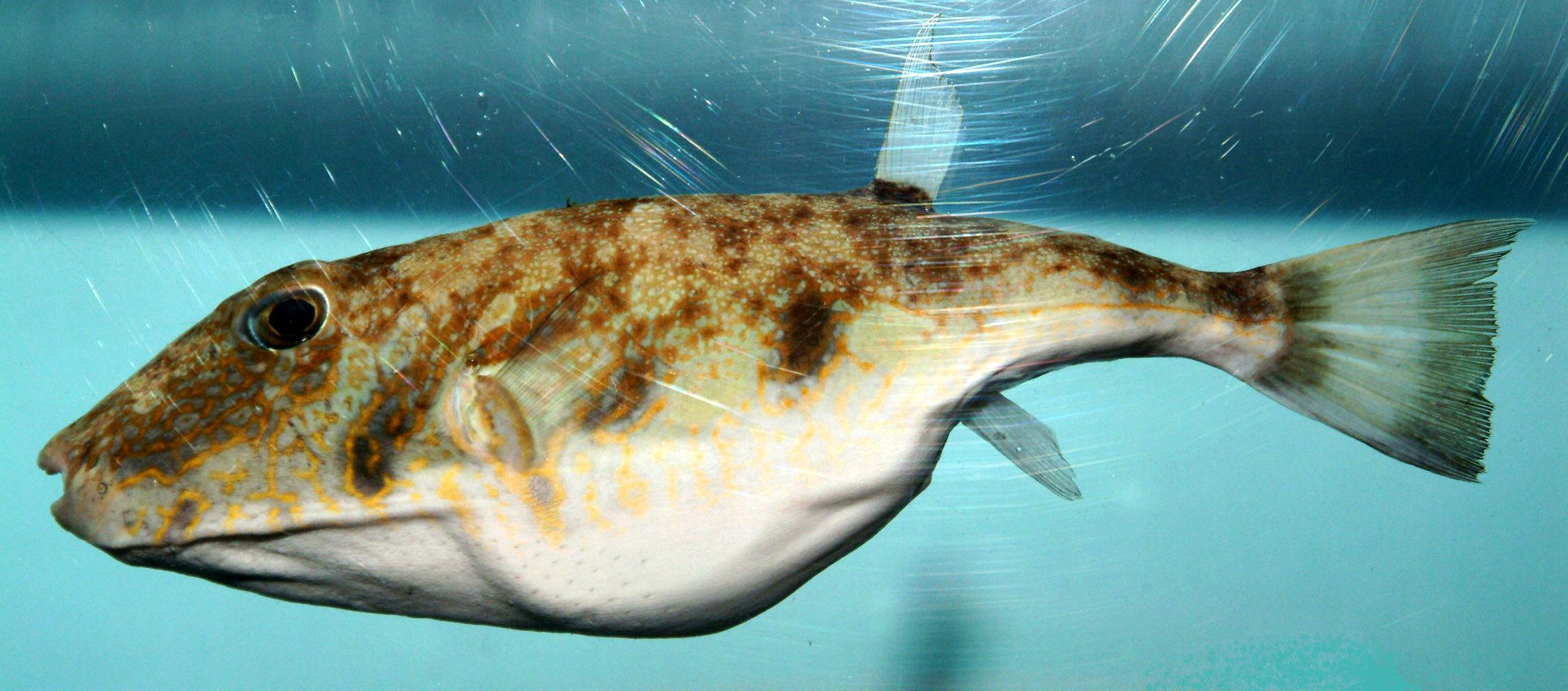
Sphoeroides dorsalis
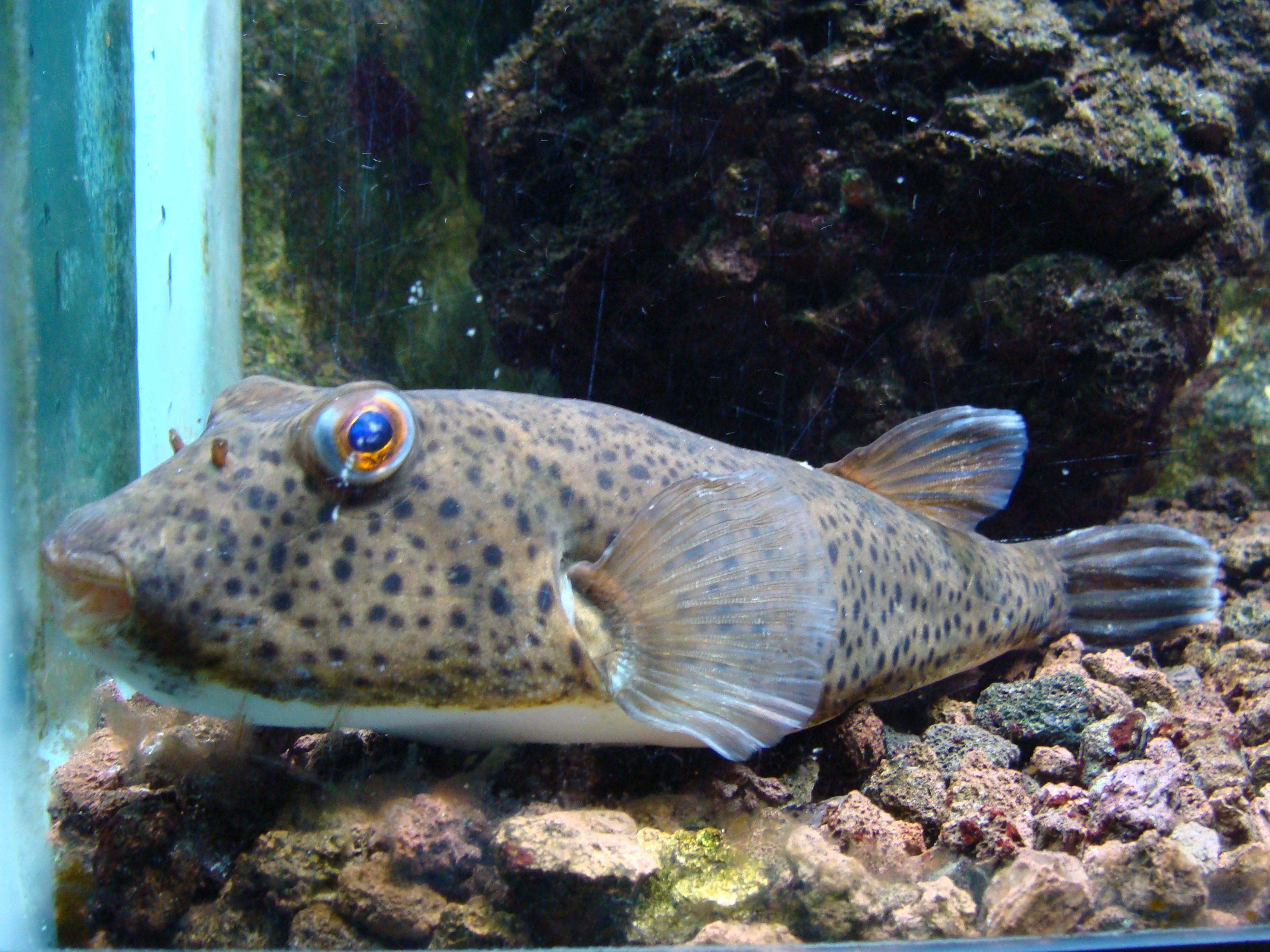
Sphoeroides marmoratus
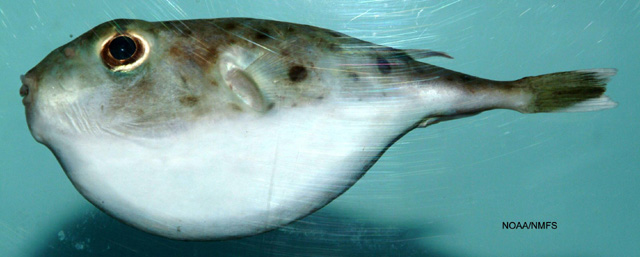
Sphoeroides pachygaster
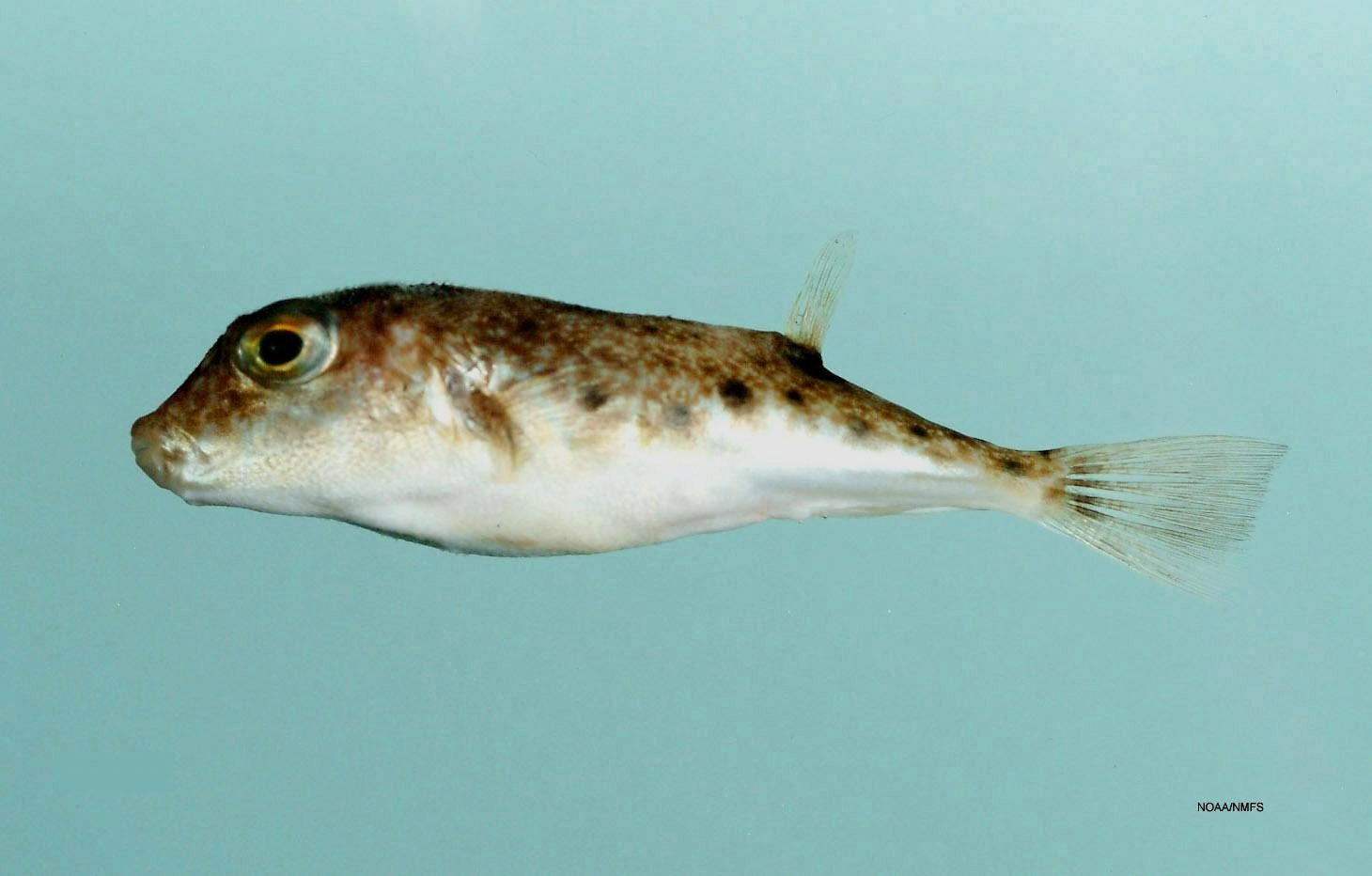
Sphoeroides parvus
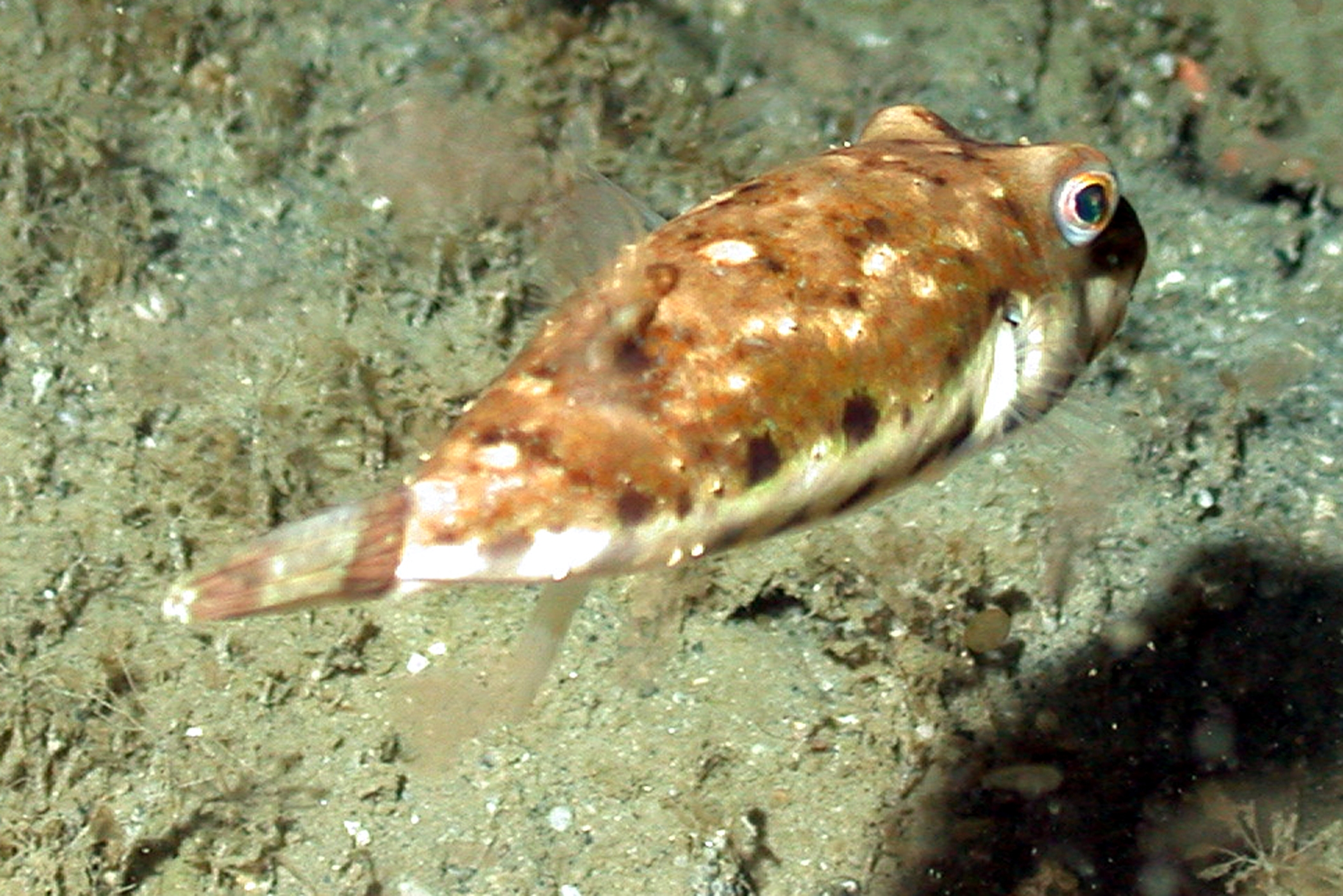
Sphoeroides spengleri